# 怨獄紅
『怨獄紅』は上村一夫の連作漫画作品。『ヤングコミック』（少年画報社）に1970年12月9日号から1971年12月8日号まで全25話が掲載された。人間の深奥にある情炎に焦点をあてた作品群であり、上村の初期代表作に挙げられる。

## 概要
怨獄紅とは造語であり、「怨」「獄」「紅」の字面から採用された。読み方もえんごくこう、おんごくこうどちらでも良いとされている。2006年に東京漫画社から上下巻で発売された『完全版』は上巻が「ENGOKUKOU」、下巻が「ONGOKUKOU」となっている。なお、Wikipediaのシステム制約上、本記事のデフォルトソートキーには「えんごくこう（えんこくこう）」を用いている。
1971年には三崎書房から「シリーズ現代まんがの挑戦5」として、1973年には双葉社アクションコミックスからそれぞれ全1巻で発売されているが、全話は収録されていなかった。2006年に東京漫画社から『完全版』として上下巻で発売され、初めて全25話がそろって収録、出版されることになった。

## 各話
| 1. 「お綱の門」(**) 2. 「おかね餅」(*)(**) 3. 「お絹怨炎」 4. 「淫桃記」(**) 5. 「おんな腹」(**) 6. 「子堕しお香」(*) 7. 「乱華抄」 8. 「絡縄」(**) 9. 「平安京」 10. 「ブルーフィルムの女」(**) 11. 「青春日記」(*) 12. 「竹馬物語」(*)(**) 13. 「隠恋慕」(*)(**) | 1. 「故郷は緑なりき」(**) 2. 「橋の下」(*)(**) 3. 「畸祭」(*)(**) 4. 「落城記」 5. 「屋根の上の金太」(*) 6. 「美少年」(*) 7. 「定ノ市」 8. 「紅葉狩り」 9. 「夜明けのジュリー」(**) 10. 「サーカス」 11. 「高信太郎」 12. 「童話」(**) |

- 注：(*)は三崎書房版、(**)は双葉社版に収録。東京漫画社版は全話収録。

## 書籍情報
三崎書房
- 『怨獄紅 シリーズ 現代まんがの挑戦 5』 1971年10月15日

双葉社
- 『怨獄紅』 1973年10月10日

東京漫画社
- 『怨獄紅 完全版』
岡崎英生が解説文を寄せている。
  - 上巻 2006年4月25日 ISBN 4902671611
  - 下巻 2006年4月25日 ISBN 490267162X